# Autoritat Nacional Palestina

Bandera de l'Autoritat Nacional Palestina

Mapa dels territoris palestins.

L'Autoritat Palestina de Cisjordània i la Franja de Gaza o simplement Autoritat Nacional Palestina (àrab: السلطة الوطنية الفلسطينية, as-Sulṭa al-Waṭaniyya al-Filasṭiniyya) és una organització administrativa interina que governa nominalment una secció de la Cisjordània i la Franja de Gaza. Va ser establerta el 1994 com a resultat dels acords d'Oslo i l'Acord de Taba entre l'Organització per l'Alliberament de Palestina i Israel. Aquest acords declaren que l'Autoritat Nacional Palestina ha de tenir control dels afers civils i de seguretat a les àrees urbanes de la Palestina (zones anomenades Àrea A), i només control civil a les àrees rurals (zones anomenades Àrea B). La resta dels territoris, incloent els assentaments israelians, la regió de la Vall del Jordà, i els camins de pas entre les comunitats palestines, haurien de romandre sota el control israelià (zones anomenades Àrea C).

## Activitat legislativa
El 7 de març de 1996 s'hi constitueix el primer parlament sorgit de les Eleccions legislatives palestines de 1996.
Binyamín Netanyahu es va reunir el 4 de setembre de 1996 per primera vegada amb el líder de l'Autoritat Nacional Palestina Iàssir Arafat, i les reunions es mantindrien fins a la tardor de 1996 culminant el 14 de gener de 1997, amb la signatura del Protocol d'Hebron amb l'Autoritat Palestina que va donar lloc a la redistribució de les forces israelianes a Hebron i a la transferència de l'autoritat civil a bona part de la zona al control de l'Autoritat Palestina. La manca de progrés del procés de pau va portar a noves negociacions que van produir el Memoràndum de Wye River el 1998 que detallava els passos que havien de fer el govern israelià i l'Autoritat Palestina per implementar l'anterior Acord de Taba de 1995.

## Servei armat
L'Autoritat Palestina manté un servei armat no uniformat, que té, segons diverses fonts, entre 40.000 i 80.000 soldats (que de ser així violaria els acords d'Oslo que limiten la força armada a 30.000 reclutes). Oficialment rep el nom de "força de policia".

## Reconeixement internacional
La principal tasca que s'atribueix a l'autoritat palestina és la d'aconseguir el reconeixement internacional d'un territori perfectament delimitat. Per obtenir aquest objectiu, l'autoritat palestina desplega intenses activitats diplomàtiques amb els països que considera els seus aliats, com a primera prioritat, i amb els altres països que simpatitzen amb la seva causa, encara que no siguin els seus aliats naturals.
L'Autoritat Palestina gaudeix del reconeixement internacional (encara que limitat) com a organització que representa la nació palestina. Sota el terme "Palestina" el poble té un estatus d'observador a les Nacions Unides, com a "entitat i organització intergovernamental que ha rebut una invitació permanent per participar en qualitat d'observador en els períodes de sessions i en els treballs de l'Assemblea General i que manté oficines permanents a la seu de les Nacions Unides". L'estatus d'observador a les Nacions Unides dona dret a veu, però no a vot. També rep un suport financer considerable de la Unió Europea, dels Estats Units i d'altres països. L'aeroport Internacional de Gaza va ser construït per l'Autoritat Palestina a la ciutat de Rafà, però, només va funcionar per un breu període abans de ser destruït per les forces isralianes després de la Intifada d'Al-Aqsa del 2000. També s'ha començat la construcció d'un port a Gaza, que no s'ha completat.
El 31 d'octubre de 2011 la UNESCO va aprovar l'admissió de Palestina com a estat de ple dret a aquesta organització cultural. Això va representar un pas més de l'Autoritat Nacional Palestina per aconseguir el reconeixement de l'ONU, que tenia pendent fins a final d'any. Aquest fet va provocar la reacció dels Estats Units, que immediatament va anunciar deixaven d'aportar els seus fons a la UNESCO i, per tant, l'anul·lació d'un pagament de 60 milions de dòlars (uns 43 milions d'euros) que estava previst per aquell mateix novembre (l'endemà de la resolució), assegurant que el reconeixement de Palestina com a Estat de ple dret posava en marxa restriccions legislatives existents des de temps de l'administració Bush que impedien la contribució econòmica a l'organització si es donava el cas d'admissió de Palestina.

## Divisions administratives

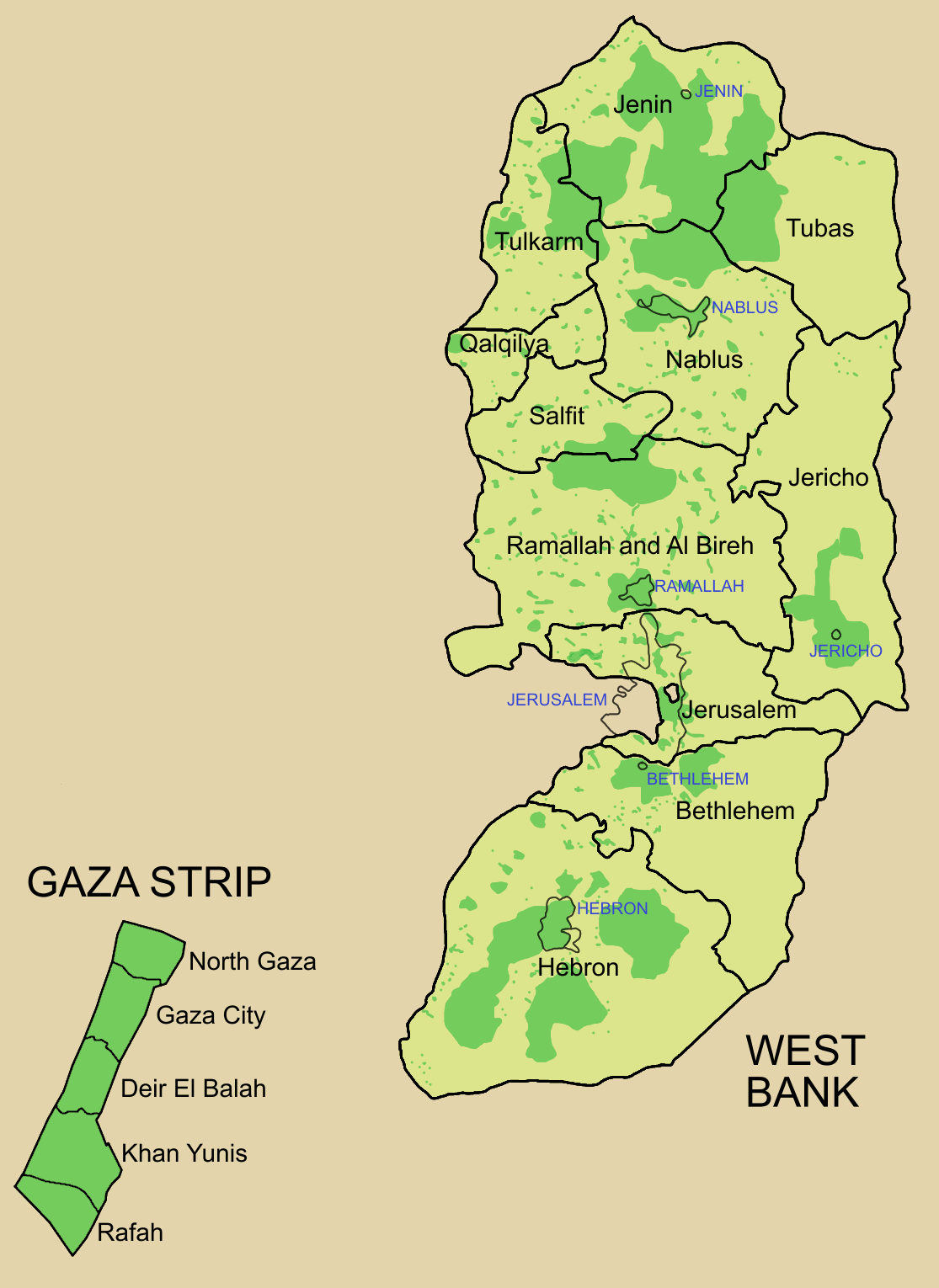
Mapa de les 16 governacions que mostra l'àrea A sota control palestí en color verd fosc.

D'acord amb els Acords d'Oslo, Cisjordània i la Franja de Gaza foren dividides en àrees A, B, o C, i l'ANP establí una divisió administrativa en 16 governacions.
- L'àrea A correspon a les zones sota control civil i militar palestí (la totalitat de la Franja de Gaza i diversos enclavaments cisjordans).

- L'àrea B correspon a les zones administrades per l'ANP però sota control militar israelià (la major part de Cisjordània).

- L'àrea C correspon a les zones sota control civil i militar israelià (els assentaments israelians a Cisjordània).

Des de la batalla de Gaza (2007), tota la Franja de Gaza és sota control de Hamas, fora del control de l'ANP.

## Primers Ministres (2003–2013)
| #   | Imatge       | Nom (Nascut-Mort)                                | Mandat                 | Mandat                 | Partit      |
| --- | ------------ | ------------------------------------------------ | ---------------------- | ---------------------- | ----------- |
| 1   | Mahmud Abbas | Mahmud Abbas (n. 1935)                           | 19 de març de 2003     | 6 de setembre de 2003  | Fatah       |
| 2   | Ahmed Qurei  | Ahmed Qurei (n. 1937)                            | 7 d'octubre de 2003    | 18 de desembre de 2005 | Fatah       |
| —   | Nabil Xaath  | Nabil Xaath (n. 1938)Primer ministre en funcions | 18 de desembre de 2005 | 24 de desembre de 2005 | Fatah       |
| (2) | Ahmed Qurei  | Ahmed Qurei (n. 1937)                            | 24 de desembre de 2005 | 29 de març de 2006     | Fatah       |
| 3   | Ahmed Qurei  | Ismail Haniyeh (n. 1963)                         | 29 de març de 2006     | 2 de juny de 2014      | Hamàs       |
| 4   | Salam Fayyad | Salam Fayyad (nb. 1952)                          | 15 de juny de 2007     | 6 de gener de 2013     | Tercera Via |